# NGC 7393
NGC 7393 (również PGC 69874 lub Arp 15) – galaktyka spiralna z poprzeczką (SBc/P), znajdująca się w gwiazdozbiorze Wodnika. Odkrył ją William Herschel 5 października 1785 roku.